# Емі-Куссі
Емі-Куссі — пірокластичний щитовий вулкан, що лежить на південному східі гір Тібесті у центральній Сахарі, у регіоні Борку на півночі Чаду . 
Найвища гора Сахари, вулкан є одним з кількох на хребті Тібесті, і досягає висоти 3415 м, піднімаючись на 3 км над навколишніми рівнинами пісковика. 
Вулкан має ширину 60–70 км і об’єм 2500 км³.
Вулкан має дві кальдери, причому зовнішня має розміри приблизно 15х11 км. 
На південно-східному боці розташована менша кальдера, відома як Ера-Кохор, шириною близько 2 км і глибиною 350 м. 
Численні лавові куполи, шлакові конуси, маари і лавові потоки знаходяться у кальдері і вздовж зовнішніх боків щита. 
Ера-Кохор містить відкладення трони, а Емі-Куссі вивчався як аналог марсіанського вулкана Елізіум-Монс. 
Емі-Куссі був активним понад мільйона років тому, але деякі виверження можуть бути пізнішими, і там продовжується діяльність фумарол і гарячих джерел.